# Maria Cosma
Maria Cosma este o fostă sportivă română de canoe sprint⁠(d) care a concurat la mijlocul anilor 1970. Ea a câștigat cinci medalii la Campionatele mondiale de canoe sprint⁠(d): o medalie de argint (K-1 500 m: 1977⁠(<span title="Campionatul mondial de canoe sprint 1977|1977 la Wikidata">d)) și patru medalii de bronz (K-1 500 m: 1974⁠(<span title="Campionatul mondial de canoe sprint 1974|1974 la Wikidata">d), 1978⁠(<span title="Campionatul mondial de canoe sprint 1978|1978 la Wikidata">d); K-4 500 m: 1973⁠(<span title="Campionatul mondial de canoe sprint 1973|1973 la Wikidata">d), 1974).

## Legături externe
- en ICF medalists for Olympic and World Championships – Part 1: flatwater (now sprint): 1936–2007 la WebCite (archived 21 ianuarie 2009). Arhive adiționale: Wayback Machine.
- en ICF medalists for Olympic and World Championships – Part 2: rest of flatwater (now sprint) and remaining canoeing disciplines: 1936–2007 la WebCite (archived 9 noiembrie 2009)